# Josef Uher (politik)
Josef Uher (28. ledna 1904 – ???) byl český a československý politik Komunistické strany Československa a poúnorový poslanec Národního shromáždění ČSR.

## Biografie
Po volbách roku 1948 byl zvolen do Národního shromáždění za KSČ ve volebním kraji Praha-venkov. Mandát nabyl až dodatečně v prosinci 1952 jako náhradník poté, co rezignoval poslanec Jan Plhal. V parlamentu zasedal do konce funkčního období, tedy do voleb roku 1954.